# NGC 5011
NGC 5011 (również PGC 45898) – galaktyka eliptyczna (E1), znajdująca się w gwiazdozbiorze Centaura. Odkrył ją John Herschel 3 czerwca 1834 roku.

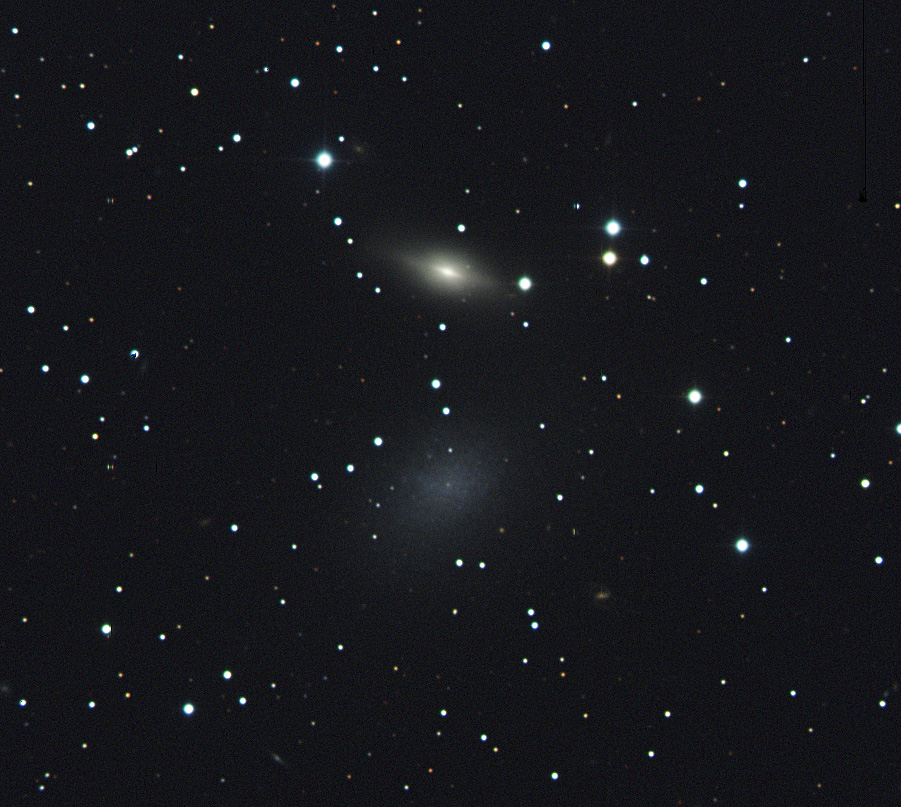
Galaktyki NGC 5011B (góra) i 5011C (błękitna mgiełka niżej)

Trzy galaktyki znajdujące się na niebie w pobliżu NGC 5011 nazywane są czasem NGC 5011A, NGC 5011B i NGC 5011C.